# 6 Kaukaski Korpus Armijny
6 Kaukaski Korpus Armijny (ros. 6-й Кавказский армейский корпус) – jeden ze związków operacyjno-taktycznych Imperium Rosyjskiego w czasie I wojny światowej. Rozformowany na początku 1918 r.

## Podporządkowanie
- Armii Kaukaskiej (1 września 1915 - grudzień 1917)

## Dowódcy korpusu
- gen. lejtnant D. K. Abacijew (czerwiec 1916 - wrzesień 1917)
- gen. major D. M. von Zigel (od października 1917)